# Przędziorek szklarniowiec
Przędziorek szklarniowiec (Tetranychus cinnabarinus) – gatunek roztocza z rodziny przędziorkowatych (Tetranychidae). Jest bardzo podobny do przędziorka chmielowca (T. urticae), uważany jest za jego rasę, a różni się przede wszystkim ubarwieniem (samice – czerwone, samce – pomarańczowożółte). W 2013 roku Auger et al. w oparciu o kompleksowe badania (w tym filogenetyczne) uznali T. cinnabarinus za młodszy synonim T. urticae.

## Biologia
Ma siedem i więcej pokoleń w ciągu roku. Gatunek ciepłolubny, w Polsce występuje głównie w szklarniach. W wilgotności względnej 70% (±5%) i temperaturze 30 °C (±2 °C) całkowity rozwój od jaja do postaci dorosłej trwa 7,3 doby. Jaja są kuliste, błyszczące i po złożeniu żółte, o średnicy 14 μm. Na kilka godzin przed wykluciem kolor jaj zmienia się na pomarańczowy. Larwy są bezbarwne, mają sześć odnóży.

## Szkodliwość
Jest typowym polifagiem, powszechnym szkodnikiem roślin warzywnych, owocowych, strączkowych, bawełny, juty i innych. Żeruje głównie na spodniej stronie liścia, w miejscach gdzie skórka jest delikatna, pokryta włoskami i kutnerem. Uszkadza głównie blaszkę liściową wzdłuż nerwów. Części szczytowej liści nie uszkadza.